# Nushuz
Nushuz är ett begrepp inom islams teologi som främst rör äktenskap. Olika problem inom ett äktenskap kan klassificeras som nushuz, vilka inkluderar otillfredsställelse från både make och hustru, plikter i hushållet som inte uppnås av någon av parterna eller olydnad. Tolkningen av nushuz varierar från olika rättstraditioner och inriktningar inom islam. Hanafiterna argumenterar för att en hustrus olydnad mot regler och sin make kan utgöra grund för nushuz. Ett vanligt fokus är på hustruns plikter gentemot sin man, samtidigt som Koranen bekräftar att nushuz gäller för både män och kvinnor (An-Nisa, vers 128). En man som är arrogant, likgiltig eller underlåter att uppfylla sina plikter mot sin hustru kan också orsaka nushuz.
I flera fall har nushuz uppmärksammats rörande våld i nära relationer, inte minst då män som uppfattar att nushuz har inträffat reagerar med våld mot sin hustru. Flera muslimska teologer som Imam al-Qurtuby och Wahbah al-Zuhaili bekräftar att nushuz kan vara ett problem i äktenskap, samtidigt som de understryker att man först bör tillrättavisa (Fadhuhunna) och sedan vägra att sova tillsammans sin partner (Wahjuruhunna fi al-madhoji'i.
En kontroversiell eskalering som al-Qurtuby och al-Zuhaili framhåller som nästa steg är att därefter slå sin partner, något som enligt dem bör ske utan att skada eller orsaka sår på partnern. Det här steget är omdiskuterat och hamnar i många länder i konflikt med lagar som förbjuder våld i nära relation.